# SMART-S Mk. 2
SMART-S Mk. 2 3D (Signaal Multibeam Acquisition Radar for Tracking, S band Mk. 2) er langtrækkende radar til krigsskibe udviklet af det firmaet Hollandse Signaalapparaten (Signaal), som nu er fusioneret med Thales Nederland.
Systemet er en såkaldt flerstråle-radar, der skaber 12 forskellige radarstråler ved hjælp af digitale ensrettere. Vertikalt er strålerne styret af en elektronisk enhed, som sørger for at radaren altid udsender strålerne fra en vandret platform, således at man ikke får forkerte informationer, eksempelvis når skibet ruller i søen. Den horisontale retning er bestemt ved mekanisk rotation af radaren.
Systemet kan benytte to indstillinger: Medium range, hvor radaren foretager 27 rotationer i minuttet og har en detektionsafstand på op til 150 km, eller Long range hvor systemet roterer med 13,5 omdrejninger i minuttet, hvilket giver en maksimal detektionsafstand på 250 km.

## Data
- Indbygget IFF-system
- Maksimale detektionsafstand: 250 km
- Strålebredde (horisontalt): 2°
- Strålebredde (vertikalt): 0-70° (maksimalt)
- Frekvens: S-båndet (2–4 GHz)
- Minimumsafstand : 150 meter
- Maksimale antal spor (luft og overflade): 500 spor
- Surface Fire Control Windows: 3
- Højdenøjagtighed: under 10 miliradianer (ca. 0.56°)
- Pejlingsnøjagtighed: under 5 miliradianer (ca 0,28°)
- Afstandsnøjagtighed: under 20 meter
- Detektionsafstand: 
  - Missil 50 km
  - Bombefly 200 km

## Brugere
- Danmark: Hovedsensor på de 2 enheder i Absalon-klassen
- Oman: Valgt som hovedsensor i de 3 fregatter af Khareef-klassen der bliver leveret fra 2010
- Venezuela: Valgt som hovedsensor i de 4 inspektionsskibe af POVZEE-klassen der bliver leveret fra 2010

Royal Navy skal til at opgradere 21 af deres Type-996 radarer, og her er SMART-S Mk. 2 en af de primære kandidaterne.